# الشرطة الجوية (فلسطين)
الشرطة الجوية الفلسطينية جهاز عسكري في دولة فلسطين يتولى مسؤولية كل ما يتعلق بالطائرات والمهابط في دولة فلسطين.

## نشأتها
أنشئت الشرطة الجوية الفلسطينية في عام 1994 بعد صدور مرسوم رئاسي يقضي بتحويل مسمى "القوة الجوية الفلسطينية" ليصبح "الشرطة الجوية الفلسطينية" بناءً على قرار الرئيس الفلسطيني ياسر عرفات.

## مهامها
تتمثل مهام الشرطة الجوية الفلسطينية بالإشراف الكامل عن الطائرات العمودية التابعة للرئيس الفلسطيني، حيث تتولى الشرطة الجوية مسؤولية إقلاع وهبوط وتأمين جميع الطائرات الوافدة لأراضي دولة فلسطين، إضافة للإشراف على جميع المهابط المعتمدة في المحافظات الفلسطينية.

## مهابط الضفة الغربية
تملك الشرطة الجوية الفلسطينية مهابط للطائرات العمودية في مدن رام الله وطولكرم وبيت لحم وجنين.